# Orgeval (Yvelines)
Orgeval település Franciaországban, Yvelines megyében. Lakosainak száma 7092 fő (2022. január 1.). Orgeval Les Alluets-le-Roi, Crespières, Feucherolles, Médan, Morainvilliers, Poissy és Villennes-sur-Seine községekkel határos.

## Népesség
A település népességének változása:
| Lakosok száma | 5985 | 6045 | 6269 | 6263 | 6479 | 6664 | 6849 | 6948 | 7092 |
|               | 2013 | 2015 | 2016 | 2017 | 2018 | 2019 | 2020 | 2021 | 2022 |